# Ramón Catalá
José Ramón Catalá Peiró (Barcelona, España, 29 de mayo de 1961), más conocido como Ramón Catalá es un entrenador de fútbol español que actualmente dirige a la Selección de fútbol de Libia.

## Trayectoria
Ramón Catalá es licenciado en Educación Física con especialidad en fútbol desde 1984 y entrenador nacional de fútbol con titulación UEFA pro desde 2006. Comenzó su trayectoria como preparador físico en el primer equipo del Real Club Celta de Vigo donde trabajó desde 1990 hasta 1994, formando parte del cuerpo técnico de Txetxu Rojo.
Más tarde, trabajaría como preparador físico de Txetxu Rojo en los primeros equipos de CA Osasuna, UE Lleida, UD Salamanca, Rayo Vallecano y Real Zaragoza en dos etapas, la segunda con Paco Flores; y en algunos de ellos compaginando el cargo de entrenador del primer equipo femenino.
Desde 2004 a 2011, en la estructura del RCD Espanyol sería director del departamento de Investigación y Planificación, además de preparador físico del primer equipo con Ernesto Valverde, Mauricio Pochettino, Miguel Ángel Lotina y Mané Esnal, entre otros.
Desde 2009 a 2012, sería preparador físico de la Selección de fútbol de Cataluña, dirigida por Johan Cruyff.
En la temporada 2011-2012, emprendió su primera experiencia al extranjero firmando como segundo entrenador de Hristo Stoichkov en el Litex Lovech de Bulgaria.
En la temporada 2012-13, se convierte en segundo entrenador de la Selección de fútbol de Nicaragua, formando parte del cuerpo técnico de Enrique Llena.
En la temporada 2013-14, se convierte en segundo entrenador de la Selección de fútbol de Libia, formando parte del cuerpo técnico de Javier Clemente.
En la temporada 2015-16, trabaja como preparador físico del Lekhwiya SC de Catar, formando parte del cuerpo técnico de Michael Laudrup.
Desde 2016 a 2019, sería preparador físico del Al-Rayyan Sports Club, formando parte de los cuerpos técnicos de Michael Laudrup, Jorge Fossati y Rodolfo Arruabarrena.
El 1 de febrero de 2019, firma como preparador físico de Juan Esnáider en el JEF United Chiba de la J2 League, donde solo permanece un mes.
En julio de 2019, firma como director de la academia del Dinamo de Kiev, en el que trabaja hasta 2022.
En septiembre de 2021, firma como director deportivo de la Selección de fútbol de Libia. 
El 15 de marzo de 2022, tras la destitución de Javier Clemente, se convierte en entrenador interino de la Selección de fútbol de Libia.
En marzo de 2025 se convirtio en professor de educación física en el instituto Ferran Casablancas.
En agosto se convirtió en segundo entrenador del Al-Sailiya Sports Club en Qatar.
https://agora.xtec.cat/iescasablancas/linstitut/organigrama/departaments-didactics/

## Clubes

### Como entrenador
| Club                                                | País      | Año       |
| --------------------------------------------------- | --------- | --------- |
| Real Club Celta de Vigo (Preparador físico)         | España    | 1990-1994 |
| CA Osasuna (Preparador físico)                      | España    | 1994-1996 |
| UE Lleida (Preparador físico)                       | España    | 1996-1997 |
| UD Salamanca (Preparador físico)                    | España    | 1997-1998 |
| Real Zaragoza (Preparador físico)                   | España    | 1998-2000 |
| RCD Espanyol (Preparador físico)                    | España    | 2000-2002 |
| Real Zaragoza (Preparador físico)                   | España    | 2002-2004 |
| Rayo Vallecano (2º Entrenador)                      | España    | 2004      |
| RCD Espanyol (Preparador físico)                    | España    | 2004-2011 |
| Selección de fútbol de Cataluña (Preparador físico) | España    | 2009-2012 |
| Litex Lovech (2º Entrenador)                        | Bulgaria  | 2011-2012 |
| Selección de fútbol de Nicaragua (2º Entrenador)    | Nicaragua | 2012-2013 |
| Selección de fútbol de Libia (2º Entrenador)        | Libia     | 2013-2014 |
| Lekhwiya SC (Preparador físico)                     | Catar     | 2015-2016 |
| Al-Rayyan Sports Club (Preparador físico)           | Catar     | 2016-2019 |
| JEF United Chiba (Preparador físico)                | Japón     | 2019      |
| Dinamo de Kiev (Director de formación)              | Ucrania   | 2019-2022 |
| Selección de fútbol de Libia (Director deportivo)   | Libia     | 2021-2022 |
| Selección de fútbol de Libia                        | Libia     | 2022      |